# Sparkford
Sparkford is een civil parish in het bestuurlijke gebied South Somerset, in het Engelse graafschap Somerset met 617 inwoners.